# Screen Actors Guild Awards 2006

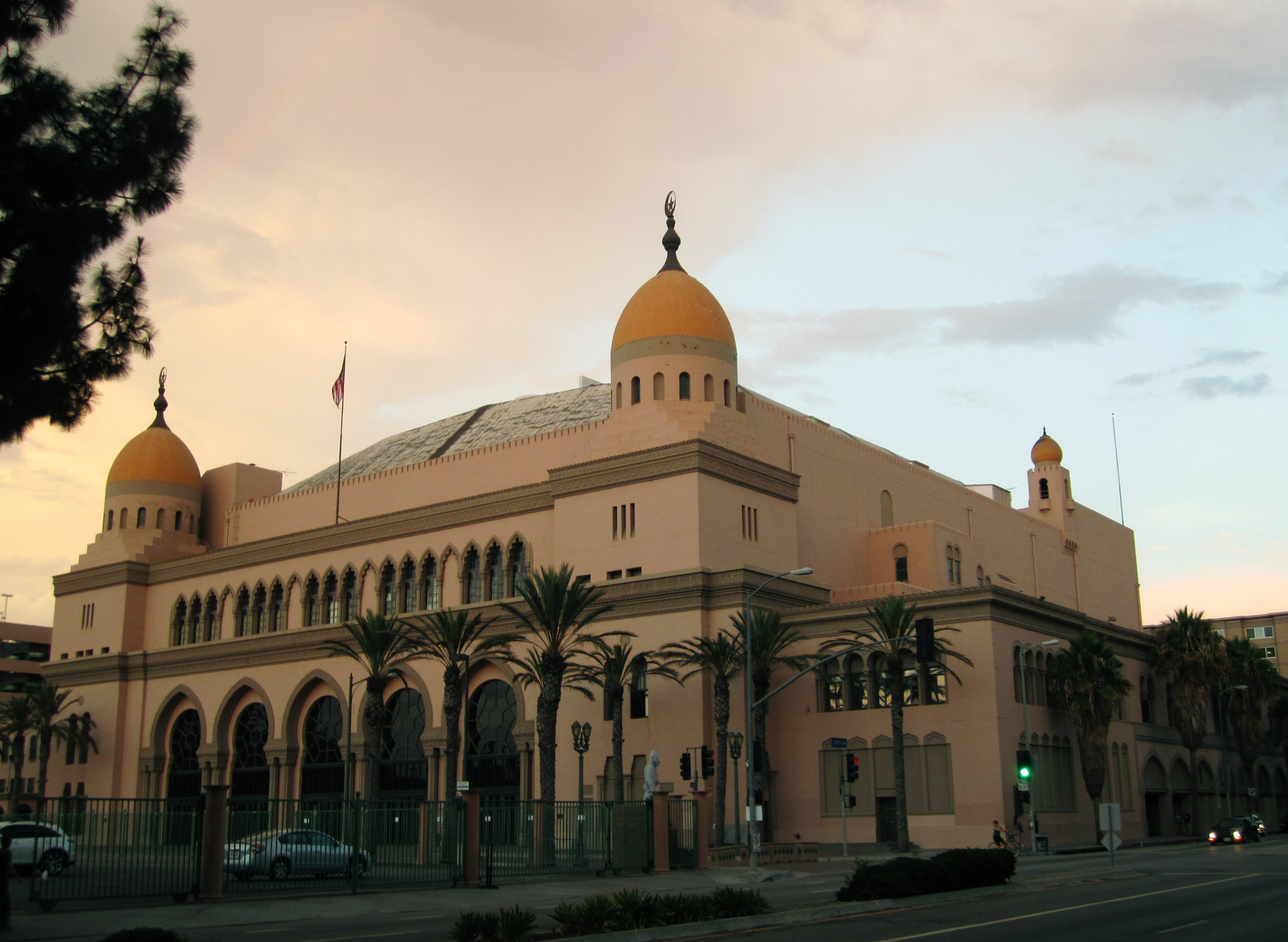
Das Shrine Exposition Center, Veranstaltungsort der Screen Actors Guild Awards 2006

Die 12. Verleihung der US-amerikanischen Screen Actors Guild Awards (englisch 12th Screen Actors Guild Awards), die die Screen Actors Guild jedes Jahr in den Bereichen Film (5 Kategorien) und Fernsehen (8 Kategorien) vergibt, fand am 29. Januar 2006 im Shrine Exposition Center in Los Angeles statt. Die so genannten SAG Awards ehren, im Gegensatz beispielsweise zum Golden Globe Award, nur Film-, Fernseh- und Ensembleschauspieler und gelten als Gradmesser für die bevorstehende Oscar-Verleihung. Gekürt werden die Sieger von den Mitgliedern der Screen Actors Guild, der man angehören muss, um in den Vereinigten Staaten als Schauspieler zu arbeiten.
Die Nominierten waren am 5. Januar 2006 im Silver Screen Theater des Pacific Design Centers in West Hollywood von den Schauspielern Ellen Pompeo und Benjamin Bratt bekanntgegeben worden. In den Vereinigten Staaten wurde die Verleihung live von den Kabelsendern TNT und TBS gezeigt.
Für ihr Lebenswerk wurde die US-amerikanische Schauspielerin Shirley Temple gewürdigt.

## Gewinner und Nominierte im Bereich Film
| Film                      | N | A |
| ------------------------- | - | - |
| Brokeback Mountain        | 4 | 0 |
| Capote                    | 3 | 1 |
| L.A. Crash                | 3 | 1 |
| Das Comeback              | 2 | 1 |
| Walk the Line             | 2 | 1 |
| Good Night, and Good Luck | 2 | 0 |
| Kaltes Land               | 2 | 0 |

### Bester Hauptdarsteller
Philip Seymour Hoffman – Capote
Russell Crowe – Das Comeback (Cinderella Man)
Heath Ledger – Brokeback Mountain
Joaquin Phoenix – Walk the Line
David Strathairn – Good Night, and Good Luck (Good Night, and Good Luck.)

### Beste Hauptdarstellerin
Reese Witherspoon – Walk the Line
Judi Dench – Lady Henderson präsentiert (Mrs. Henderson Presents)
Felicity Huffman – Transamerica
Charlize Theron – Kaltes Land (North Country)
Zhang Ziyi – Die Geisha (Memoirs of a Geisha)

### Bester Nebendarsteller
Paul Giamatti – Das Comeback (Cinderella Man)
Don Cheadle – L.A. Crash (Crash)
George Clooney – Syriana
Matt Dillon – L.A. Crash (Crash)
Jake Gyllenhaal – Brokeback Mountain

### Beste Nebendarstellerin
Rachel Weisz – Der ewige Gärtner (The Constant Gardener)
Amy Adams – Junikäfer (Junebug)
Catherine Keener – Capote
Frances McDormand – Kaltes Land (North Country)
Michelle Williams – Brokeback Mountain

### Beste Schauspielensemble
L.A. Crash (Crash)

Christopher „Ludacris“ Bridges, Sandra Bullock, Don Cheadle, Matt Dillon, Jennifer Esposito, William Fichtner, Brendan Fraser, Terrence Howard, Thandiwe Newton, Ryan Phillippe und Larenz Tate
Brokeback Mountain
Linda Cardellini, Anna Faris, Jake Gyllenhaal, Anne Hathaway, Heath Ledger, Randy Quaid und Michelle Williams
Capote
Bob Balaban, Marshall Bell, Clifton Collins junior, Chris Cooper, Bruce Greenwood, Philip Seymour Hoffman, Catherine Keener und Mark Pellegrino
Good Night, and Good Luck (Good Night, and Good Luck.)
Rose Abdoo, Alex Borstein, Robert John Burke,  Patricia Clarkson, George Clooney, Jeff Daniels, Reed Diamond, Tate Donovan, Robert Downey Jr., Grant Heslov, Peter Jacobson, Frank Langella, Tom McCarthy, Dianne Reeves, Matt Ross, David Strathairn und Ray Wise
Hustle & Flow
Anthony Anderson, Christopher „Ludacris“ Bridges, Isaac Hayes, Taraji P. Henson, Terrence Howard, Taryn Manning, Elise Neal, Paula Jai Parker und DJ Qualls

## Gewinner und Nominierte im Bereich Fernsehen
| Serie/Film                           | N | A |
| ------------------------------------ | - | - |
| Empire Falls – Schicksal einer Stadt | 4 | 1 |
| Boston Legal                         | 4 | 0 |
| Grey’s Anatomy                       | 3 | 1 |
| Desperate Housewives                 | 2 | 2 |
| Will & Grace                         | 2 | 1 |
| The Closer                           | 2 | 0 |
| Lass es, Larry!                      | 2 | 0 |
| Warm Springs                         | 2 | 0 |
| The West Wing – Im Zentrum der Macht | 2 | 0 |
| My Name Is Earl                      | 2 | 0 |
| Alle lieben Raymond                  | 2 | 0 |

### Bester Darsteller in einem Fernsehfilm oder Miniserie
Paul Newman – Empire Falls – Schicksal einer Stadt (Empire Falls)
Kenneth Branagh – Warm Springs
Ted Danson – Das Spiel des Lebens (Knights of the South Bronx)
Ed Harris – Empire Falls – Schicksal einer Stadt (Empire Falls)
Christopher Plummer – Our Fathers

### Beste Darstellerin in einem Fernsehfilm oder Miniserie
S. Epatha Merkerson – Lackawanna Blues
Tonantzin Carmelo – Into the West – In den Westen (Into the West)
Cynthia Nixon – Warm Springs
Joanne Woodward – Empire Falls – Schicksal einer Stadt (Empire Falls)
Robin Wright – Empire Falls – Schicksal einer Stadt (Empire Falls)

### Bester Darsteller in einer Dramaserie
Kiefer Sutherland – 24
Alan Alda – The West Wing – Im Zentrum der Macht (The West Wing)
Patrick Dempsey – Grey’s Anatomy
Hugh Laurie – Dr. House (House)
Ian McShane – Deadwood

### Beste Darstellerin in einer Dramaserie
Sandra Oh – Grey’s Anatomy
Patricia Arquette – Medium – Nichts bleibt verborgen (Medium)
Geena Davis – Welcome, Mrs. President (Commander in Chief)
Mariska Hargitay – Law & Order: Special Victims Unit
Kyra Sedgwick – The Closer

### Bester Darsteller in einer Comedyserie
Sean Hayes – Will & Grace
Larry David – Lass es, Larry! (Curb Your Enthusiasm)
Jason Lee – My Name Is Earl
William Shatner – Boston Legal
James Spader – Boston Legal

### Beste Darstellerin in einer Comedyserie
Felicity Huffman – Desperate Housewives
Candice Bergen – Boston Legal
Patricia Heaton – Alle lieben Raymond (Everybody Loves Raymond)
Megan Mullally – Will & Grace
Mary-Louise Parker – Weeds – Kleine Deals unter Nachbarn (Weeds)

### Bestes Schauspielensemble in einer Dramaserie
Lost

Adewale Akinnuoye-Agbaje, Naveen Andrews, Emilie de Ravin, Matthew Fox, Jorge Garcia, Maggie Grace, Josh Holloway, Malcolm David Kelley, Daniel Dae Kim, Kim Yunjin, Evangeline Lilly, Dominic Monaghan, Terry O’Quinn, Harold Perrineau, Jr., Michelle Rodríguez, Ian Somerhalder und Cynthia Watros
The Closer
G. W. Bailey, Michael Paul Chan, Raymond Cruz, Gina Ravera, Tony Denison, Robert Gossett, Corey Reynolds, Kyra Sedgwick, J. K. Simmons und Jon Tenney
Grey’s Anatomy
Justin Chambers, Patrick Dempsey, Katherine Heigl, T. R. Knight, Sandra Oh, James Pickens junior, Ellen Pompeo, Kate Walsh, Isaiah Washington und Chandra Wilson
Six Feet Under – Gestorben wird immer (Six Feet Under)
Lauren Ambrose, Joanna Cassidy, Frances Conroy, James Cromwell, Rachel Griffiths, Michael C. Hall, Tina Holmes, Peter Krause, Justina Machado, Freddy Rodríguez, Jeremy Sisto und Mathew St. Patrick
The West Wing – Im Zentrum der Macht (The West Wing)
Alan Alda, Kristin Chenoweth, Janeane Garofalo, Dulé Hill, Allison Janney, Joshua Malina, Mary McCormack, Janel Moloney, Teri Polo, Richard Schiff, Martin Sheen, Jimmy Smits, John Spencer (postum) und Bradley Whitford

### Bestes Schauspielensemble in einer Comedyserie
Desperate Housewives

Roger Bart, Andrea Bowen, Mehcad Brooks, Ricardo Chavira, Marcia Cross, Steven Culp, James Denton, Teri Hatcher, Felicity Huffman, Brent und Shane Kinsman, Eva Longoria, Mark Moses, Doug Savant, Nicollette Sheridan, Brenda Strong und Alfre Woodard
Arrested Development
Will Arnett, Jason Bateman, Michael Cera, David Cross, Portia de Rossi, Tony Hale, Alia Shawkat, Jeffrey Tambor und Jessica Walter
Boston Legal
René Auberjonois, Ryan Michelle Bathé, Candice Bergen, Julie Bowen, Justin Mentell, Rhona Mitra, Monica Potter, William Shatner, James Spader und Mark Valley
Lass es, Larry! (Curb Your Enthusiasm)
Shelley Berman, Larry David, Susie Essman, Jeff Garlin, Cheryl Hines und Richard Lewis
Alle lieben Raymond (Everybody Loves Raymond)
Peter Boyle, Brad Garrett, Patricia Heaton, Monica Horan, Doris Roberts, Ray Romano und Madylin Sweeten
My Name Is Earl
Jason Lee, Jaime Pressly, Eddie Steeples, Ethan Suplee und Nadine Velazquez

## Preis für das Lebenswerk
Shirley Temple